# Aldisa sanguinea
Aldisa sanguinea is een slakkensoort uit de familie van de Cadlinidae. De wetenschappelijke naam van de soort werd voor het eerst geldig gepubliceerd in 1863 door J. G. Cooper.